# 안상호
안상호(安商浩, 1872년 ~ 1927년)는 조선의 의사다. 호는 해관(海觀), 본관은 순흥(順興).

## 생애
안건영(安建榮)의 아들로 서울에서 출생했다.
광무 6년(1902) 일본 동경자혜(慈惠)의학전문학교를 우수한 성적으로 졸업하고 한국인으로서는 최초로 일본 의사 자격을 취득하였다.
모교에서 수련을 마치고 광무8년(1904)에 귀국하여 지석영(池錫永)이 세운 의학교(醫學校)와 동담한의학교(東憺漢醫學校)에서 서양의학을 강의하였다. 이어 순종(順宗)의 전의(典醫)로 임명되어 의친왕(義親王)과 친분이 두터웠다. 서울 종로 3가 16에 개인진료소를 차렸는데 환자가 쇄도해 차례를 주어 진찰할 만큼 크게 붐볐다. 이때 진료관계로 학교와 전의를 사임했다. 진료는 오전에는 외래진료, 오후에는 왕진과 입원환자를 보살폈는데, 궁중이나 북촌대가(北村大家)집에의 왕진이 큰 고역이였다. 왜냐하면 국왕이나 비빈(妃嬪)을 진찰할 때에는 기다리는 시간이 많고, 또 대가집에서는 환자를 보기전에 술상이 나오고 병세를 얘기하는 등 시간허비가 많았기 때문이다. 그래서 술상같은 것은 거들떠 보지도 아니하고 거드름을 떠는 이들에게는 대충 말대꾸를 하고는 빨리 돌아와 진료소 환자를 돌보았다. 그래서 환자들에게 냉정하고 쌀쌀하며 교활하다는 평을 듣기도 하였다. 이러한 일들이 후일에 많은 오해를 가져왔다.
1904년 의학교 교관에 취임하여 판임관 6등에 보임 되어 이해12월에 주임관 6등에 승진되었으나 임상개업에 전념코자 1905년에 교관직을 사임하였다. 그 후 1908년 일본인들이 조직한 경성의사회에 대항하여 의사연구회를 조직하여 부회장에 선출되었고, 이어 1910년 동서의학강습소에서 서양의학강의를 담당했다.
1915년에는 일본인들이 조직한 경성의사회가 단체행동으로 조선총독부 경무국 위생과를 좌지우지하는 행세를 하자 이에 대항하기 위해 오긍선(吳兢善),박종항 등과 한성의사회를 조직하고 회장에 뽑혔다.
1910년에 통정대부(通政大夫)에 올라 비서원승지(秘書院承旨)를 역임한 후 1927년12월31일 사망했다. 묘는 군포시 금정동에 있었는데 1990년 4월, 산본신도시 개발로 경기도 안성군 이죽면 당목리로 이장되었다.

## 고종 독살설 연루
1919년 고종황제의 환후(患後)가 위중하게 되자 궁중의 전의가 정성을 다해 성심껏 치료하였으나 갑자기 의식을 잃고 회복되지 않자 이왕직(李王職) 촉탁의 안상호에게 전화로 급히 들어오라라는 연락을 했다. 그러나 궁중의 입진(入診)은 수속이 복잡하고 하루 진료를 희생하여야 하는 경우가 많은 데다가, 입진하여 보면 별것도 아닌 것을 가지고 주위의 의관(醫官)·관리·궁녀들이 법석을 떨었다. 그래서 덕수궁에서 온 입진 요청 전화를 대수롭지 않게 생각하고 다른 환자를 보고 있었는데 곧이어 의친왕의 급한 전화를 받고 급히 진료했으나, 끝내 고종황제가 승하하자 한때 일본인의 사주로 독약을 올렸다는 무고(誣告)를 입어 곤욕을 치르기도 하였다. 이 사건은 경찰의 제지로 별일이 없었으나 그 후 십여 년이 지난 뒤인 1920년대 말경 한국의학계의 선구자 중 한 사람인 정구층박사가 서울종로에서 의친왕을 만나 당시 상황을 물어보았다. "안상호 선생이 태황제(고종황제)께 독약을 드려 승하하시었다는 소문을 아세요?"하고 묻자 의친왕은 "원 천만에 내가 안상호를 불러 입진하는 것을 옆에서 시립(侍立)하고 있었는데요"하며 말같지 않은 세평이란 듯이 말했다고 한다.
안상호가 독살설에 연루된 까닭은 당시 대중에게 그의 가정사가 노출됐던 전력과 연관되어 있다. 당시 왕세자의 결혼 예정일 직전에 《매일신보》는 “이 경사로운 가례(嘉禮) 날을 손꼽아 기다리는 이때에 조선에서 남보다 일찍 내지인과 결혼을 하여 원만한 가정을 이루어 온 사람의 가정을 방문하여 보는 것”을 취지로 한 〈왕세자 전하 가례 전에 일선동체의 가정 방문〉(《매일신보》, 1918.12.8~12) 시리즈를 연재했는데, 이 중에 안상호의 가정도 끼어 있었다.기자가 방문한 안상호의 집은 안상호가 기자에게 조선어로 말하는 것 외에는 완전한 일본 가정이었다. 안상호는 “나는 일본사람과 똑같지요. 나는 지금 조선 옷은 한 벌도 없습니다. 그리고 음식도 매운 것은 조금도 못 먹어요”라고 말한다. 그리고 일본인 아내와 함께 오남매를 일본식으로 키우는 행복을 자랑했다. 이러한 그의 태도를 본시 당시 사람들은 그를 민족을 배반한 골수 친일분자로 보게 되었다. 당시 조선인들은 고종의 갑작스러운 죽음이라는 충격적 소식을 쉽사리 받아들일 수가 없었다. 그래서 사람들은 여기에 독살과 같은 음모가 있다고 믿고 싶어 했다. 그때 쉽게 눈에 띈 것이 미디어를 통해 대중에 친일파로 낙인 찍힌 전의 안상호였던 것이다.
그러나, 고종이 죽은 1919년 1월은 일제가 전 세계에 한일 병합 조약을 조선과 일본의 ‘행복한 결합’이라고 선전하기 위해 왕세자 이은(李垠)과 일본 황족 나시모토미야 마사코(梨本宮方子)를 정략결혼시키려던 때였다. 그러니 그들의 계획상 고종은 죽어서는 안 되었다. 따라서 안상호가 독살을 했을 가능성뿐 아니라 고종이 독살됐다는 설 자체도 신빙성이 별로 없다고 한다.

## 참고 문헌
- 《한국의학사(韓國醫學史)》,《신동아(新東亞)》,《순흥안씨제3파대동보(順興安氏第3派大同譜)》,《시흥군지(始興郡誌)》,《한국의학(韓國醫學)의 개척자(開拓者)》,《경기인물지(京畿人物誌))》